# День освобождения (Нидерланды)
День освобождения (нидерл. Bevrijdingsdag) — ежегодно отмечаемый государственный праздник Нидерландов, день освобождения страны 5 мая 1945 года от нацистской оккупации.
Нидерланды были освобождены благодаря усилиям Первой армии Канады, а также британских, голландских, польских, чехословацких, американских, французских, бельгийских войсковых соединений. 5 мая командующий канадскими войсками генерал Чарльз Фоулкс договорился о капитуляции с командующим Вермахта Йоханнесом Бласковицем. День спустя документ был подписан.
Ранее день освобождения праздновался раз в 5 лет, а с 1990 года стал ежегодным. Дню освобождения предшествует день поминовения павших 4 мая.